# Kuskare
Kuskare är en ö i Finland. Den ligger i Skärgårdshavet och i kommunen Pargas i den ekonomiska regionen  Åboland i landskapet Egentliga Finland, i den sydvästra delen av landet. Ön ligger omkring 58 kilometer väster om Åbo och omkring 200 kilometer väster om Helsingfors.
Öns area är 7,4 hektar och dess största längd är 490 meter i sydöst-nordvästlig riktning. Ön höjer sig omkring 10 meter över havsytan.